# Pantana brepha
Pantana brepha är en fjärilsart som beskrevs av Collenette 1938. Pantana brepha ingår i släktet Pantana och familjen tofsspinnare. Inga underarter finns listade i Catalogue of Life.